# Bumetopia quadripunctata
Bumetopia quadripunctata är en skalbaggsart som först beskrevs av Heller 1923.  Bumetopia quadripunctata ingår i släktet Bumetopia och familjen långhorningar.
Artens utbredningsområde är Filippinerna. Inga underarter finns listade.